# David Ball (Musiker, 1950)
David „Dave“ J. Ball (* 30. März 1950 in Handsworth, Birmingham, England; † 1. April 2015) war ein britischer Gitarrist.

## Leben und Wirken
Im Jahr 1971 spielte er für Procol Harum und ersetzte bei der Band Robin Trower, der die Formation verlassen hatte, um eine eigene Gruppe zu gründen. Ball ist auf dem einzigen offiziellen Live-Album der Band Procol Harum Live in Concert with the Edmonton Symphony Orchestra zu hören und verließ die Gruppe 1973 während der Aufnahmen zum Album Grand Hotel, um mit Long John Baldry aufzutreten.
Zuletzt wohnte er in Neuseeland, arbeitete aber auch in anderen Ländern der Welt.
David Ball starb am 1. April 2015 im Alter von 65 Jahren an Darmkrebs.